# Soulfly (Album)
Soulfly ist das Debütalbum der Metalband Soulfly. Es erschien am 21. April 1998 bei Roadrunner Records.

## Entstehung und Stil
Nach der Trennung von Sepultura war es Max Cavalera, der mit Soulfly als erstes ein neues Album veröffentlichte. Seine rivalisierenden ehemaligen Bandkollegen zogen im Herbst 1998 mit Against nach. Das Album Soulfly entstand in den Indigo Ranch Studios, Malibu, Kalifornien, Produzent war Ross Robinson. Cavalera konnte eine große Anzahl von Gastmusikern versammeln: Neben Deftones-Sänger Chino Moreno wirkte nahezu die komplette Band Fear Factory mit, zudem sind Fred Durst und DJ Lethal von Limp Bizkit und einige weitere Gäste zu hören. Nicht zuletzt Limp Bizkit und Moreno sorgten für einige Einflüsse aus dem Nu Metal. Ansonsten ist die Platte stark vom Album Roots von Sepultura beeinflusst: „Wer Roots schon nicht mochte, braucht sich diese Scheibe gar nicht erst anzuhören,“ sagte Cavalera zum Album. Das Albumcover wurden von dem Tätowierkünstler Leo Zulueta entworfen.

## Titelliste
1. Eye for an Eye (mit Burton C. Bell und Dino Cazares) – 3:34
2. No Hope=No Fear – 4:35
3. Bleed (mit Fred Durst und DJ Lethal) – 4:06
4. Tribe – 6:02
5. Bumba (mit Los Hooligans) – 3:59
6. First Commandment (mit Chino Moreno) – 4:29
7. Bumbklatt – 3:51
8. Soulfly – 4:48
9. Umbabarauma (mit Los Hooligans) – 4:11
10. Quilombo (mit Benji und DJ Lethal) – 3:43
11. Fire – 4:21
12. The Song Remains Insane – 3:39
13. No (mit Christian Olde Wolbers) – 4:00
14. Prejudice (mit Benji Webbe) – 6:52
15. Karmageddon – 5:44

Bonustitel der Digipak-Version
1. Cangaceiro – 2:19
2. Ain’t No Feeble Bastard (Cover von Discharge) – 1:39
3. The Possibility of Life’s Destruction (Cover von Discharge) – 1:28

## Rezeption
Jan Jaedike vom Rock Hard vergab 7,5 von zehn Punkten und nannte das Album gut, allerdings sei es kein „Überflieger“: „FreundInnen jenes letzten Sepultura-Outputs werden an Soulfly jedoch ihre wahre Freude haben. Es knarzt, dröhnschrammelt und tribalt, daß jedem Traditions-Thrasher vor Frust die letzten Haare von der Birne fallen. Aber wie gesagt, die sind hier eh nicht die Zielgruppe.“

## Kommerzieller Erfolg

### Chartplatzierungen
| ChartsChartplatzierungen       | Höchstplatzierung | Wochen |
| ------------------------------ | ----------------- | ------ |
| Deutschland (GfK)              | 29 (6 Wo.)        | 6      |
| Österreich (Ö3)                | 28 (3 Wo.)        | 3      |
| Vereinigte Staaten (Billboard) | 79 (3 Wo.)        | 3      |
| Vereinigtes Königreich (OCC)   | 16 (5 Wo.)        | 5      |

### Auszeichnungen für Musikverkäufe
| Land/Region                  | Auszeichnungen für Musikverkäufe (Land/Region, Auszeichnung, Verkäufe) | Verkäufe |
| ---------------------------- | ---------------------------------------------------------------------- | -------- |
| Australien (ARIA)            | Gold                                                                   | 35.000   |
| Frankreich (SNEP)            | Silber                                                                 | 50.000   |
| Vereinigte Staaten (RIAA)    | Gold                                                                   | 500.000  |
| Vereinigtes Königreich (BPI) | Silber                                                                 | 60.000   |
| Insgesamt                    | 2× Silber · 2× Gold ·                                                  | 645.000  |